# Луиджи Бурбон-Сицилийский (1838—1886)
Луиджи (Людовик) Бурбон-Сицилийский, граф Трани (1 августа 1838, Неаполь — 8 июня 1886, Париж) — старший сын короля Обеих Сицилий Фердинанда II и его второй жены Марии Терезы Тешенской.

## Наследник престола
Луиджи был младшим единокровным братом короля Обеих Сицилий Франциска II. Он был вторым в очереди на трон Обеих Сицилий со времени своего рождения.
Его отец умер 22 мая 1859 года. Франциск стал королем, но у него ещё не было детей от брака с Марией Софией Баварской. Луиджи стал его предполагаемым наследником. Однако Обе Сицилии были завоеваны Экспедицией Тысячи генерала Джузеппе Гарибальди в 1861 году. Гарибальди служил королевству Сардиния, которое находилось в процессе Рисорджименто.
Луиджи всё ещё был наследником Франциска в качестве главы свергнутого королевского дома. Он оставался им до конца своей жизни, однако умер раньше Франциска, которому в конечном итоге наследовал Альфонсо Бурбон-Сицилийский, граф ди Казерта.

## Брак
5 июня 1861 года Луиджи Бурбон-Сицилийский женился на принцессе из дома Виттельсбахов Матильде Людовике Баварской, четвёртой дочери герцога Баварского Максимилиана и принцессы Людовики Баварской. Брак был несчастливым. Луиджи пристрастился к алкоголю, а Матильда Людовика провела почти всю жизнь отдельно от супруга, путешествуя вместе со своими сёстрами.
У супругов была одна дочь,  Мария Тереза Бурбон-Сицилийская (1867—1909). В 1889 году она вышла замуж за Вильгельма Гогенцоллерна, имела двух сыновей и дочь.
У Луиджи также был незаконный сын Карл Дуццио (1869—1931).

## Титулы и стили
- 1 августа 1838 — 8 июня 1886: Его Королевское Высочество граф Трани

## Награды
- Орден Святого Януария (1843)
- Константиновский орден Святого Георгия (1843)
- Орден Святого Губерта